# SPACE (KREVAのアルバム)
『SPACE』（スペース）は、2013年2月27日に発売されたKREVAの6枚目のアルバム。発売元はポニーキャニオン。
キャッチコピーは"脳にスペース 心にスペース"。

## 概要
- 『GO』以来となるオリジナル・アルバム。
- スペシャルBOX＋CD＋DVD＋オリジナル壁掛け時計がセットとなった完全限定生産盤（6,908セット限定）と、DVDが付いた初回限定盤と通常盤の3形態でリリース[2]。
- 本作は客演アーティストの参加が一切ない作品である。これはKREVAのオリジナルアルバムでは初である[3]。
- 本作のリリースを記念した期間限定キャンペーンとして、餃子の王将でKREVA本人がプロデュースした王者セットが食べられたと同時に限定ステッカーも貰えた。

## 制作
本作のサウンドは当時流行していたEDMをKREVAなりにどう取り入れるかを意識したと語っており、ループな音楽のヒップホップにはあまりない盛り上がりの部分を大事にした。何年か前に観たELLEGARDENのライブもヒントになったという。

## 収録曲

### CD
1. space4space 1（inst.）
  - 作曲：KREVA
2. SPACE
  - 作詞・作曲：KREVA
  - 表題曲
3. Feel It In The Air
  - 作詞・作曲：KREVA
4. ma chrie
  - 作詞・作曲：KREVA
5. 王者の休日
  - 作詞：KREVA 作曲：BACHLOGIC, KREVA

19thシングル
6. space4space 2（inst.）
  - 作曲：KREVA
7. 俺は Do It Like This
  - 作詞・作曲：KREVA
8. 調理場
  - 作詞：KREVA 作曲：熊井吾郎, KREVA
9. 言ってなカッタカナ?
  - 作詞・作曲：KREVA
10. OH YEAH
  - 作詞・作曲：KREVA

17thシングル
11. space4space 3（inst.）
  - 作曲：KREVA
12. Space Dancer
  - 作詞：KREVA 作曲：熊井吾郎, KREVA
13. Link
  - 作詞・作曲：KREVA
14. space4space 4（inst.）
  - 作曲：KREVA
15. Na Na Na
  - 作詞・作曲：KREVA

18thシングル

### DVD
完全限定生産盤・初回限定盤のみ
- Music Video

1. OH YEAH
2. Na Na Na
3. 王者の休日(color ver./monochrome ver.)

- メイキング

1. 王者の休日
2. SPACE

- Trailer

1. 908 FESTIVAL

## SPACE Instrumentals
オリジナル・アルバム『SPACE』発売に先駆け、インスト盤『SPACE Instrumentals』が発売1週間前である2月20日にリリースされた。価格は通常盤から908円引かれた価格となっており、ジャケットは『SPACE』のジャケットからKREVAがいなくなったものとなっている。
この作品に対してKREVAは公式サイトにアップロードされている動画で、「自分がいなくなってSPACEを空けた盤が出ると面白い」「ファンの皆さんにインストで聞いてもらって、そこにどんな言葉が乗ってくるかを楽しんでほしい」「タイトルも発表されてるから、音だけで自分のSPACEを確保してほしい」とコメントしている。

### 収録曲（SPACE Instrumentals）
1. space4space 1
2. SPACE
3. Feel It In The Air
4. ma chrie
5. 王者の休日
6. space4space 2
7. 俺は Do It Like This
8. 調理場
9. 言ってなカッタカナ?
10. OH YEAH
11. space4space 3
12. Space Dancer
13. Link
14. space4space 4
15. Na Na Na

## 関連作品
- KREntal -SPAVE ver.-
  - レンタル限定で本作発売前にリリースされたCD+ライブDVD。